# Église Saint-Michel de Reitwiller
L'église Saint-Michel est une église protestante située sur le territoire de la commune de Berstett, dans la circonscription administrative du Bas-Rhin, dans la Collectivité européenne d’Alsace.

## Histoire
Une église est mentionnée pour la première fois à Reitwiller en 1178, mais existe probablement déjà depuis au moins le milieu du XIIe siècle. Elle dépend alors de l’abbaye de Neuwiller, qui possède également le village.
Le village passe à la Réforme en 1546 et l’église est alors convertie au culte protestant. Le premier prêche protestant est prononcé dans l’église le 25 avril 1546 par le théologien Melchior Speccerus et le premier pasteur, qui est également responsable de la paroisse de Gimbrett, est engagé le 24 juin. Les autels catholiques et les images des saints ne sont toutefois retirés de l’église qu’en 1560.
La nef est élargie au XVIIe siècle ou au XVIIIe siècle.
Pendant la Terreur en 1794, l’église est vidée de son mobilier et le pasteur emprisonné aux Pont couverts à Strasbourg.

## Architecture

### Tour
La tour de chœur se caractérise par ses dimensions massives : 8 m de large pour 7 m de long et surtout des murs épais d’environ 1,75 m à la base. La façade extérieure présente une certaine uniformité, à l’exception d’un bandeau soulignant la transition entre la base et l’étage de la chambre des cloches, dont les murs sont de moindre épaisseur et en retrait par rapport aux niveaux inférieurs. En dehors de ce bandeau, des chaînages d’angles et des encadrements des baies réalisés en grès rose, la tour est entièrement enduite recouverte d’enduit masquant la maçonnerie. Il semble d’après des traces visibles sur le mur occidental depuis le comble de la nef qu’à l’origine cet enduit ait été peint d’un faux appareil. La couverture prend la forme d’une toiture en bâtière dont les pignons sont positionnés à l’est et à l’ouest.
Le rez-de-chaussée de la tour sert de chœur. Il est éclairé par une baie d’axe en arc brisé du XVIe siècle ou du XVIIe siècle et une fenêtre du XIIIe siècle, mais élargie au XVIIe siècle, dans le mur sud. À l’ouest, l’arc triomphal en plein-cintre donnant sur la nef est roman, mais son profil a été modifié par des ajouts en plâtre au XVIIIe siècle ou au début du XIXe siècle. L’accès à l’étage se fait par un escalier logé dans l’épaisseur du mur nord, dont la porte s’ouvre dans la nef et qui est éclairé par des jours.
Le mur occidental de l’étage est percé d’une porte en plein-cintre donnant sur les combles de la nef et dont les montants sont munis de trous pour permettre le verrouillage par une barre, dispositif qui se retrouve habituellement plutôt dans les châteaux-forts. L’étage des cloches ouvrait initialement sur l’extérieur de chaque côté par une baie géminée à colonnette centrale, mais la baie occidentale a été partiellement obstruée par la surélévation du toit de la nef à l’époque moderne. La colonnette est ronde à l’est et à l’ouest et octogonale au nord et au sud. La base a la particularité d’être identique au chapiteau, caractéristique peu fréquente qui se retrouve plutôt sur des édifices du milieu du XIIe siècle.
Les caractéristiques de la tour, comme l’épaisseur des murs et la porte renforcée protégeant l’accès aux étages, indiquent que celle-ci a également une fonction défensive et était prévue pour servir de refuge aux habitants du village en cas d’attaque.

### Nef
La nef à vaisseau unique plafonné est de plan quadrangulaire. Elle conserve ses murs de l’époque romane à l’exception du mur sud, qui a été reconstruit un peu plus au sud lors d’un élargissement de la nef à l’époque moderne. L’accès se fait par un portail occidental ou une porte de style Renaissance au nord. Elle est éclairée par deux baies en plein-cintre dans chacun des murs nord et sud, ainsi que un oculus dans le mur ouest, toutes ces ouvertures datant du XVIIIe siècle. À l’intérieur, le mur ouest est occupé par une tribune dont certains éléments datent du XVIIe siècle.

## Mobilier
L’orgue se trouve dans l’ancien chœur. Il a été fabriqué par Charles Wetzel en 1897, mais réutilise le buffet de l’ancien instrument. Celui-ci avait été fait en 1781 par Sébastien Kraemer pour le couvent franciscain d’Hermolsheim puis acheté pour l’église de Reitwiller en 1792. La chaire baroque a disparu à la Révolution et été remplacée par un exemplaire plus simple vers 1805-1810.